# Karel Kolář
Karel Kolář (16. prosince 1955, Jindřichův Hradec – 4. října 2017) byl československý atlet, běžec, sprinter.

## Atletická kariéra

### Začátky
Vyučil se strojním zámečníkem. S atletikou začínal v jihočeském oddíle TJ Nová Včelnice s trenérem Josefem Jelínkem, pokračoval v Rudé Hvězdě Praha (1975–1976), výrazný výkonnostní vzestup se dostavil po přechodu do Jablonce nad Nisou v roce 1976, kde se jeho trenérem stal Vladimír Zelinka. Za klub LIAZ Jablonec potom závodil ve všech úspěšných sezónách své atletické dráhy.
Poprvé na sebe upozornil v únoru 1977, když zvítězil na českém halovém mistrovství v Jablonci v běhu na 300 metrů (který v programu přechodně nahrazoval běh na 400 metrů) a časem 34,7 sekundy porazil Miroslava Tulise i československého rekordmana v běhu na 400 metrů překážek Miroslava Kodejše. Ve stejném roce obsadil časem 49,8 sekundy třetí místo v běhu na 400 metrů na federálním halovém mistrovství v Ostravě.

### Rok 1978 a mistrovství Evropy v Praze
Do rekordních listin se poprvé zapsal v zimní části sezóny 1978, když v jablonecké hale vytvořil nový československý rekord v běhu na 400 metrů výkonem 48,04 sekundy. Nominoval se na halové mistrovství Evropy 1978 v Miláně, kde sice ještě do finále nepostoupil, ale i tam vytvořil časem 47,96 sekundy další národní halový rekord.
Největší úspěchy mu potom přinesla letní část sezóny 1978. Už dva týdny před mistrovstvím Evropy v Praze zlepšil na celostátním mistrovství časem 46,13 sekundy československý elektronicky měřený rekord v běhu na 400 metrů, jehož držitelem byl do té doby časem 46,33 sekundy Miroslav Tulis.
Na evropském šampionátu v Praze na strahovském stadionu Evžena Rošického potom získal dvě medaile. Stříbrnou na hladké čtvrtce a bronz ve štafetě na 4 × 400 metrů. Na bronzu se dále podíleli Josef Lomický, František Břečka a Miroslav Tulis. Karel Kolář, běžící závěrečný úsek, vytáhl štafetu k medaili, přestože přebíral kolík na páté pozici. Jeho neoficiální letmý čas na posledním úseku byl 44,42 sekundy. V obou disciplínách překonal Karel Kolář na strahovském šampionátu československé rekordy a časem 45,77 sekundy se stal prvním českým atletem, který v běhu na 400 metrů prolomil s elektronickou časomírou hranici 46 sekund (s ruční časomírou se to podařilo časy 45,9 a 45,7 sekundy již v roce 1964 Josefu Trousilovi). Štafetový čas 3:04,0 byl velmi výrazným zlepšením dosavadního československého rekordu 3:06,3.

### Rok 1979
V roce 1979 se stal ve Vídni halovým mistrem Evropy a časem 46,21 s navíc vytvořil nový halový světový rekord. V dobách, kdy IAAF světové rekordy v hale ještě oficiálně neuznávala, šlo samozřejmě jen o nejlepší světový výkon všech dob, Karel Kolář ho ovšem dosáhl za kritérií, která by v současné době podmínky pro uznání výkonu za světový rekord splňovala (plně automatická časomíra, délka okruhu nepřevyšující 200 metrů, resp. 220 yardů). V amerických halách byly v sedmdesátých letech sice dosaženy časy rychlejší, ale většinou v závodech s ruční časomírou a na drahách delších nežli 220 yardů (Houston, Johnson City).
V létě byl nominován do týmu Evropy pro atletický Světový pohár (předchůdce současného Kontinentálního poháru), pořádaný v kanadském Montrealu. Karel Kolář sice do Kanady odletěl, ale na dráhu nenastoupil a zůstal pouze náhradníkem evropské štafety na 4 × 400 metrů.

### Rok 1980 a olympijské hry v Moskvě
V roce 1980 vybojoval na halovém ME v tehdy západoněmeckém Sindelfingenu stříbrnou medaili. V té době se ovšem již začala objevovat první zranění. V lednu 1980 si poranil kotník, stihl se ještě rychle vyléčit pro sindelfingenský šampionát, ale potom naštípnutá kost v kotníku výrazně zbrzdila jeho nástup do olympijské sezóny 1980. V tomto roce se zúčastnil letních olympijských her v Moskvě, kde skončil poslední, osmý, v semifinále běhu na 400 metrů. Postup do finále byl už nad jeho síly, ve svém semifinálovém běhu by býval na postup musel dosáhnou času minimálně 45,60 sekundy, čili překonat národní rekord z pražského finále mistrovství Evropy. Zbývala ovšem ještě štafeta na 4 × 400 metrů a v ní bezpochyby určité naděje, byť forma Karla Koláře nebyla tak dobrá jako před dvěma lety v Praze. Rozběhy byly tři a do finále přímo postupovaly jen dvě štafety z každého z nich, k nim pak další dvě štafety s nejrychlejšími časy. V nelehkém rozběhu (s NDR, Itálií, Trinidadem, ale také s Ugandou, za kterou proti Kolářovi nastoupil olympijský vítěz v běhu na 400 metrů překážek z roku 1972 John Akii-Bua), se Karel Kolář opět vypjal k velkému výkonu (letmý mezičas na závěrečném úseku 44,2 sekundy), dotáhl náskok, který před ním měl italský finišman, olympijský vítěz běhu na 200 metrů Pietro Mennea, a na cílovou čáru donesl kolík na druhém místě, hned za štafetou Německé demokratické republiky. Československá štafeta tedy do finále postoupila přímo, navíc v novém československém rekordu 3:03,5. Ve finále ovšem Kolářovi kolegové ztráceli na všechny ostatní štafety a Karel Kolář přebíral na závěrečném úseku kolík v beznadějné pozici, na posledním místě, s třímetrovou ztrátou na předposlední tým. Vypnout se v této situaci k maximálnímu výkonu bylo už pro Karla Koláře psychicky nemožné a štafeta doběhla na posledním, sedmém místě (osmý účastník olympijského finále, Velká Británie, běh nedokončil). Čas z rozběhu by přitom býval ve finále stačil na bronzovou medaili, kterou si nakonec odnesla štafeta Itálie, kterou československá čtveřice v dramatickém rozběhu porazila a která se do finále dostala z nepostupového místa jen díky času.

### Rok 1981, poslední rok ve vrcholové atletice
Posledním rokem Karla Koláře ve vrcholové atletice byl rok 1981. To už ovšem ve své disciplíně ztratil na domácí atletické scéně svou vedoucí pozici, kupila se zranění a potíže s pohybovým aparátem. V B-finále Evropského poháru 1981 jej v reprezentačním týmu musel nahradit Josef Lomický a v mezistátním utkání s Maďarském doběhl indisponovaný Karel Kolář poslední, v čase 47,85 sekundy. Žádné významné mezinárodní akce se pak už nezúčastnil.

### Osudy rekordů Karla Koláře
Bezmála 33 let byl s časem 46,21 sekundy držitelem národního rekordu v běhu na 400 metrů v hale. Jeho výkon z prvního místa českých tabulek vymazal až 18. února 2012 v belgickém Gentu Pavel Maslák, který výkon vylepšil o sedm setin na 46,14 s.
Kolářův československý rekord v běhu na 400 metrů pod širým nebem překonal za pět roků Ján Tomko, závodník Dukly Banská Bystrica, který 23.6.1983 dosáhl výkonu 45,64 sekundy. Jakmile však v roce 1993 došlo k rozdělení československé federace, stal se Kolářův čas 45,77 sekundy opět národním rekordem samostatné členské země IAAF. A jako takový vydržel až do éry Pavla Masláka. Ten 19. května 2012 Kolářův český rekord vylepšil na přeboru Prahy o 46 setin na 45,31 s. Rekord zaběhl stejně jako kdysi Kolář na strahovském stadionu Evžena Rošického. Podobný osud měl i rekord štafety ze strahovského finále: hned na olympijských hrách 1980 v Moskvě (a potom znovu, v rozběhu i ve finále, na příštím mistrovství Evropy 1982 v Aténách) ho československé štafety dokázaly vylepšit až na 3:02,82 – protože však v nich kromě tří běžců z českých klubů běžel pokaždé i Slovák Dušan Malovec, nestal se žádný z těchto výkonů po roce 1993 ani českým ani slovenským národním rekordem. V české části bývalé federace tak začal opět platit starý čas z roku 1978, na kterém se svým závěrečným úsekem podílel i Karel Kolář. Slovenským národním rekordem se pak v roce 1993 stal oddílový čas Dukly Banská Bystrica z roku 1984 – 3:07,90.

### Po skončení aktivní dráhy
Karel Kolář zůstal věrný městu Jablonec nad Nisou. Zde (ale u v širším regionu) se věnoval atletickému tréninku školní mládeže, začal se zabývat sportovní masáží. Byl řadu let členem městského zastupitelstva v Jablonci nad Nisou a v roce 2006 neúspěšně kandidoval na Jablonecku do senátu jako nestraník za Klub sociálně demokratické orientace. Není bez zajímavosti, že tehdy zároveň s ním do Senátu kandidovali další dva reprezentační kolegové, účastníci pražského mistrovství Evropy 1978 – bývalý diskař Imrich Bugár (za ČSSD) a bývalý běžec na 110 metrů překážek Jiří Čeřovský (za ODS).

## Osobní rekordy na otevřené dráze
- 200 m 21,16 (Praha, 6.7.1980, s neregulérní podporou větru 21,04 Karlovac 22.7.1979)
- 400 m 45,77 (Praha, 1.9.1978)

## Osobní rekordy v hale
- 200 m 21,91 (Vídeň, 4.2.1979)
- 400 m 46,21 (Vídeň, 25.2.1979)
- 600 m 1:18,2 (Jablonec, 19.1.1980)
- 800 m 1:52,6 (Jablonec, 11.2.1978)

## Výkony Karla Koláře v jednotlivých sezónách

### na otevřené dráze

#### 200 metrů
| rok  | výkon | pořadí Československo | poznámka                           |
| ---- | ----- | --------------------- | ---------------------------------- |
| 1978 | 21,34 | 4                     |                                    |
| 1979 | 21,43 | 2                     | 21,04 s neregulérní podporou větru |
| 1980 | 21,16 | 2                     |                                    |
| 1981 | 21,73 | 7                     |                                    |

#### 400 metrů
| rok  | výkon | pořadí svět | pořadí Evropa | pořadí Československo | poznámka               |
| ---- | ----- | ----------- | ------------- | --------------------- | ---------------------- |
| 1975 | 48,8  |             |               |                       |                        |
| 1976 | 49,1  |             |               | 24                    |                        |
| 1977 | 47,90 |             |               |                       | 47,1 s ruční časomírou |
| 1978 | 45,77 | 25          | 6             | 1                     |                        |
| 1979 | 46,17 | 56          | 21            | 1                     |                        |
| 1980 | 45,84 | 34          | 13            | 1                     |                        |
| 1981 | 47,07 |             |               | 3                     |                        |

### v hale

#### 200 metrů
| rok  | výkon |
| ---- | ----- |
| 1979 | 21,91 |

#### 400 metrů
| rok  | výkon |
| ---- | ----- |
| 1978 | 47,96 |
| 1979 | 46,21 |
| 1980 | 46,47 |

#### 600 metrů
| rok  | výkon  |
| ---- | ------ |
| 1980 | 1:18,2 |

#### 800 metrů
| rok  | výkon   |
| ---- | ------- |
| 1978 | 1:52,6  |
| 1981 | 1:54,12 |

## Karel Kolář v atletických tabulkách své doby

### evropské tabulky v běhu na 400 m mužů v roce 1978
| výkon | atlet                                | pořadí | místo           | datum      | umístění v běhu na 400 m na mistrovství Evropy 1978 v Praze                                    |
| ----- | ------------------------------------ | ------ | --------------- | ---------- | ---------------------------------------------------------------------------------------------- |
| 45,06 | Harald Schmid (SRN), 1957            | 2      | Stuttgart       | 22.8.1978  | v běhu na 400 m nestartoval (zlatá medaile v běhu na 400 m překážek a ve štafetě na 4 × 400 m) |
| 45,45 | Franz-Peter Hofmeister (SRN), 1951   | 1      | Kolín nad Rýnem | 12.8.1978  | ZLATÁ MEDAILE                                                                                  |
| 45,49 | Glen Cohen (Velká Británie), 1954    | 1      | Philadelphia    | 21.5.1978  | vyřazen v semifinále                                                                           |
| 45,59 | Alfons Brijdenbach (Belgie), 1954    | 4      | Brusel          | 5.8.1978   | vyřazen v rozběhu                                                                              |
| 45,60 | Bernd Herrmann (SRN), 1951           | 2      | Kolín nad Rýnem | 12..8.1978 | 7. místo                                                                                       |
| 45,77 | Karel Kolář (Československo), 1955   | 2      | Praha           | 1.9.1978   | STŘÍBRNÁ MEDAILE                                                                               |
| 45,78 | Martin Weppler (SRN), 1958           | 1      | Ulm             | 10.9.1978  | v běhu na 400 m nestartoval (zlatá medaile ve štafetě na 4 × 400 m)                            |
| 45,91 | Frank Richter (NDR), 1956            | 1      | Lipsko          | 2.7.1978   | v běhu na 400 m nestartoval (5. místo ve štafetě na 4 × 400 m)                                 |
| 45,97 | David Jenkins (Velká Británie), 1952 |        | Londýn          | 23.8.1978  | nestartoval                                                                                    |
| 45,97 | Francis Demarthon (Francie)          | 3      | Praha           | 1.9.1978   | BRONZOVÁ MEDAILE                                                                               |

### dlouhodobé světové halové tabulky v běhu na 400 m mužů k 31.12.1979

#### elektronická časomíra
| výkon    | atlet                              | pořadí | místo            | datum     |
| -------- | ---------------------------------- | ------ | ---------------- | --------- |
| 46,21    | Karel Kolář (Československo), 1955 | 1      | Vídeň            | 25.2.1979 |
| 46,38    | Luciano Sušanj (Jugoslávie), 1948  | 1      | Rotterdam        | 11.3.1973 |
| 46,41 xo | Willie Smith (USA), 1956           | 1      | Johnson City     | 13.1.1979 |
| 46,48    | Herman Frazier (USA), 1954         | 1      | Milán            | 14.3.1978 |
| 46,50    | Stan Winson (USA), 1952            | 2      | Milán            | 14.3.1978 |
| 46,51    | Pietro Mennea (Itálie), 1952       | 1      | Milán            | 12.3.1978 |
| 46,53    | Alfons Brijdenbach (Belgie), 1954  | 1      | San Sebastián    | 13.3.1977 |
| 46,55    | Ryszard Podlas (Polsko), 1954      | 2      | Milán            | 12.3.1978 |
| 46,59    | Stefano Malinverni (Itálie), 1959  | 2      | Vídeň            | 25.2.1979 |
| 46,63    | Franz-Peter Hofmeister (SRN), 1951 | 1      | (Západní) Berlín | 10.2.1979 |

#### ruční časomíra
| výkon   | atlet                                   | pořadí | místo      | datum     |
| ------- | --------------------------------------- | ------ | ---------- | --------- |
| 45,3 xo | Fred Newhouse (USA), 1948               | 1      | Houston    | 14.2.1970 |
| 45,4 xo | Edesel Garrison (USA), 1950             | 1      | Houston    | 12.2.1972 |
| 45,9 x  | Tommie Smith (USA), 1944                | 1      | Louisville | 18.2.1967 |
| 45,9 xo | Edwin Roberts (Trininad a Tobago), 1941 | 2      | Houston    | 12.2.1972 |
| 45,9    | Alfons Brijdenbach (Belgie), 1954       | 1      | Sofie      | 17.2.1974 |
| 46,0 xo | Fanahan McSweeney (Irsko), 1947         | 2      | Houston    | 14.2.1970 |
| 46,1 xo | Alvin Dotson (USA)                      | 1      | Houston    | 13.2.1971 |
| 46,1    | Marcello Fiasconaro (Itálie), 1949      | 1      | Janov      | 15.3.1972 |
| 46,2 xo | Curtis Mills (USA), 1948                | 3      | Houston    | 12.2.1972 |
| 46,2 xo | David Atkinson (USA)                    | 4      | Houston    | 12.2.1972 |
| 46,2 xo | Jim Bolding (USA), 1949                 | 1      | Houston    | 9.2.1974  |

x výkon na 440 yardů minus 0,3 sekundy
o výkon dosažen na dráze s okruhem delším nežli 200 metrů / 220 yardů

## Nejlepší výkony Karla Koláře

### běh na 400 metrů na otevřené dráze
| výkon | pořadí         | místo    | datum     | závod                               |
| ----- | -------------- | -------- | --------- | ----------------------------------- |
| 45,77 | 2              | Praha    | 1.9.1978  | mistrovství Evropy                  |
| 45,84 | 1              | Praha    | 24.5.1980 | 2. kolo celostátní ligy             |
| 45,97 | 1              | Praha    | 10.6.1980 | Spartakiádní pohár                  |
| 46,02 | 1              | Praha    | 18.7.1980 | Rošického memoriál                  |
| 46,11 | 8 (semifinále) | Moskva   | 28.7.1980 | olympijské hry                      |
| 46,13 | 1              | Praha    | 18.8.1978 | mistrovství Československa          |
| 46,17 | 1              | Karlovac | 21.7.1979 | B-finále Evropského poháru družstev |
| 46,18 | 1              | Praha    | 5.9.1979  | Rošického memoriál                  |
| 46,22 | 1              | Ostrava  | 3.6.1980  | mítink Zlatá tretra                 |
| 46,25 | 1              | Moskva   | 25.7.1979 | Spartakiáda národů Sovětského svazu |

### běh na 400 metrů v hale
| výkon | pořadí         | místo        | datum     | závod                      |
| ----- | -------------- | ------------ | --------- | -------------------------- |
| 46,21 | 1              | Vídeň        | 25.2.1979 | halové mistrovství Evropy  |
| 46,47 | 1 (rozběh)     | Sindelfingen | 1.3.1980  | halové mistrovství Evropy  |
| 46,55 | 2              | Sindelfingen | 2.3.1980  | halové mistrovství Evropy  |
| 46,89 | 1 (semifinále) | Vídeň        | 24.2.1979 | halové mistrovství Evropy  |
| 46,89 | 1 (semifinále) | Sindelfingen | 1.3.1980  | halové mistrovství Evropy  |
| 47,10 | 1 (běh A)      | Vídeň        | 3.2.1979  | mezinárodní halový mítink  |
| 47,35 | 1              | Jablonec     | 11.2.1979 |                            |
| 47,39 | 1              | Jablonec     | 20.1.1979 | mezinárodní halový mítink  |
| 47,39 | 1              | Jablonec     | 16.2.1979 | mistrovství Československa |
| 47,45 | 1 (rozběh)     | Vídeň        | 24.2.1979 | halové mistrovství Evropy  |

#### v hale s ruční časomírou
| výkon | pořadí     | místo | datum    | závod                                     |
| ----- | ---------- | ----- | -------- | ----------------------------------------- |
| 47,3  | 1 (rozběh) | Praha | 2.2.1980 | mistrovství České socialistické republiky |

## Československé a české mistrovské tituly Karla Koláře

### na otevřené dráze

#### československé mistrovské tituly

##### běh na 200 metrů
| rok  | výkon |
| ---- | ----- |
| 1979 | 21,43 |
| 1980 | 21,20 |

##### běh na 400 metrů
| rok  | výkon |
| ---- | ----- |
| 1978 | 46,13 |
| 1979 | 46,79 |
| 1980 | 46,54 |

#### české mistrovské tituly

##### běh na 400 metrů
| rok  | výkon |
| ---- | ----- |
| 1978 | 47,4  |

### v hale

#### československé mistrovské tituly

##### běh na 400 metrů
| rok  | výkon  |
| ---- | ------ |
| 1978 | 48,04  |
| 1979 | 47,35  |
| 1980 | 47,329 |

#### české mistrovské tituly

##### běh na 300 metrů
| rok  | výkon |
| ---- | ----- |
| 1977 | 34,7  |

##### běh na 400 metrů
| rok  | výkon |
| ---- | ----- |
| 1979 | 49,0  |
| 1980 | 47,9  |

## Karel Kolář v anketě o nejlepšího atleta Československa
Karel Kolář dvakrát zvítězil v anketě o nejlepšího československého atleta roku, kterou každoročně (pod měnícími se názvy) vyhlašoval jako čtenářskou korespondenční anketu měsíčník Atletika a která byla předchůdcem současné ankety Atlet roku. Zatímco od založení ankety v roce 1962 byli muži a ženy voleni do společného žebříčku, v době aktivní dráhy Karla Koláře (tedy počínaje rokem 1978) byly žebříčky vedeny odděleně pro muže a ženy. Karel Kolář se tedy při obou svých vítězstvích o prvenství de facto dělil s Helenou Fibingerovou, která byla v roce 1978 i 1979 první v ženské části ankety.
| rok  | pořadí   |
| ---- | -------- |
| 1978 | 1. místo |
| 1979 | 1. místo |
| 1980 | 5. místo |